# Melicope burmahia
Melicope burmahia är en vinruteväxtart som först beskrevs av Raizada & K.Naray., och fick sitt nu gällande namn av Thomas Gordon Hartley. Melicope burmahia ingår i släktet Melicope och familjen vinruteväxter. Inga underarter finns listade i Catalogue of Life.